# Talpa de Allende
Talpa de Allende (meist nur Talpa) ist eine ca. 10.000 Einwohner zählende Kleinstadt im Bundesstaat Jalisco im Westen Mexikos; sie ist Hauptort des gleichnamigen Municipio und seit dem Jahr 2015 als Pueblo Mágico eingestuft.

## Lage und Klima
Die Kleinstadt Talpa de Allende liegt gut 200 km (Fahrtstrecke) südwestlich der Millionenstadt Guadalajara in einer Höhe von ca. 1350 m; der bekannte Badeort Puerto Vallarta ist ca. 130 km in nordwestlicher Richtung entfernt. Das Klima der Stadt wird bereits in hohem Maße vom Pazifik beeinflusst und ist entsprechend warm; Regen (ca. 1045 mm/Jahr) fällt ganz überwiegend im Sommerhalbjahr.

## Bevölkerung
| Jahr      | 2000  | 2005  | 2010  |
| Einwohner | 7.283 | 8.200 | 8.839 |

Seit der zweiten Hälfte des 20. Jahrhunderts sind zahlreiche Dörfler aus den umgebenden Regionen zugewandert. Umgangssprachen sind in der Hauptsache Nahuatl und Spanisch.

## Wirtschaft
Im ausgehenden 16. Jahrhundert gab es in der Region mehrere Silberminen, doch blieb die Ausbeute letztlich zu gering. Talpa de Allende ist heute ein Anbaugebiet für Mais, Weizen, Luzerne und Mangos; darüber hinaus spielt die Viehzucht eine wichtige Rolle.

## Geschichte
Der zuvor kaum oder gar nicht besiedelte Ort lag möglicherweise auf dem mörderischen Weg des Konquistadors Nuño Beltrán de Guzmáns in den damals noch unbekannten Nordwesten Mexikos; er wurde im Jahr 1585 von den Spaniern offiziell als Santiago de Talpa gegründet; für die Zeit danach gibt es kaum Nachrichten. Während der Französischen Besetzung Mexikos (1861–1867) wurde der Ort zweimal von seinen Bewohnern verlassen. Im Jahr 1885 erhielt er die Stadtrechte unter dem Namen Talpa de Allende; der Beiname ist eine ehrende Erinnerung an den Unabhängigkeitskämpfer Ignacio Allende (1769–1811).

## Sehenswürdigkeiten
- Die einschiffige, aber mit Seitenkapellen versehene Kirche der Nuestra Señora del Rosario entstand ab dem Jahr 1782 an der Stelle eines Vorgängerbaus. In architektonischer Hinsicht beachtenswert sind die Zweiturmfassade und die von einem belichteten Tambour überhöhte und von einer Kuppel bedeckten Vierung. Religiöser Mittelpunkt der Kirche ist eine in der Region hochverehrte und als wundertätig angesehene Rosenkranzmadonna aus dem 17. Jahrhundert.
- Der Palacio Municipal stammt aus dem Jahr 1802.